# Richard Speck
Richard Benjamin Speck (Kirkwood, 6 de dezembro de 1941 - Joliet, 5 de dezembro de 1991) foi um assassino em massa e estuprador norte-americano que aos 24 anos, invadiu uma casa em Chicago, em 1966, e matou oito enfermeiras com estrangulamento e com facadas.

## História
Richard Speck, de 24 anos, era um lixeiro semi-analfabeto de Chicago, era fanático por história em quadrinhos e viciado em drogas e álcool. Tinha a frase "Born to Raise Hell" ("Nascido para Levantar o Inferno") tatuada no antebraço. Na noite de 14 de julho de 1966, completamente bêbado e armado com um revólver e uma faca, invadiu a casa de nove enfermeiras que moravam juntas. Após amarrá-las, matou-as uma a uma. A única sobrevivente foi Corazón Amurao, de 23 anos, que se arrastou para baixo de uma cama e ficou escondida durante o massacre.

## Prisão e julgamento
Identificado por suas digitais e reconhecido por Corazón, Speck foi acusado de assassinato em primeiro grau e setenciado à cadeira elétrica em julho de 1967. Speck foi pego em um hospital por um médico que identificou sua tatuagem e chamou imediatamente a polícia após uma tentativa de suicídio com um corte grave no pescoço, e quando a Suprema Corte aboliu a pena de morte, Speck foi novamente a julgamento e condenado a 400 anos de prisão. Alegou inocência até 1978, quando finalmente confessou o crime a um repórter. Em 5 de dezembro de 1991, teve um ataque cardiaco fatal. E em maio de 1996, uma emissora de Chicago pôs no ar um vídeo de duas horas contrabandeado da prisão de Stateville. Na fita, Speck aparece com implantes de silicone e usando calcinhas. Em tom cínico e recheado de gargalhadas, ele falava sobre seus crimes aberto e livremente, comentava sobre relacionamentos homossexuais que tinha na prisão e cheirava enormes carreiras de cocaína.